# Helen Rost Martins
Helen Rost Martins é uma bióloga marinha portuguesa de origem norueguesa, conhecida pelo seu trabalho em prol da protecção das tartarugas. Foi condecorada com a Medalha de Mérito Científico pelo Ministério da Ciência, Tecnologia e Ensino Superior  do governo português em 2018.

## Percurso
Helen Rost Martins formou-se em 1962 na Universidade de Oslo, onde conheceu o geólogo português José Ávila Martins com quem casou. 

Em 1976 foi trabalhar na Universidade dos Açores onde foi pioneira da investigação marinha e co-fundou o Departamento de Oceanografia e Pescas condecorado pelo Estado Português com a Ordem Santiago da Espada. 

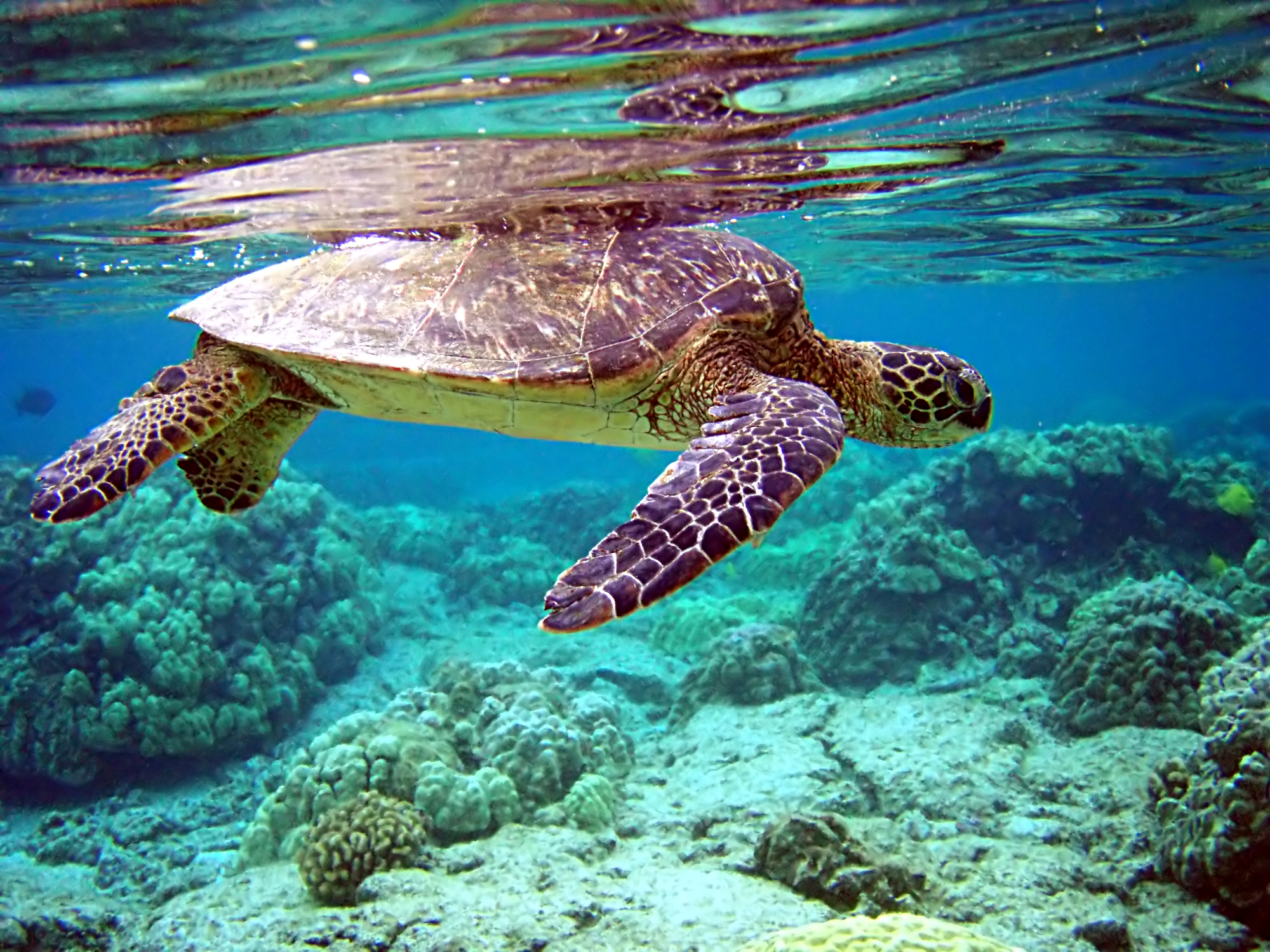
Tartaruga Marinha

Ainda na década de setenta, começa a estudar e a marcar as tartarugas marinhas que passam ao largo do arquipélago dos Açores. Isto permite que seja criado o projecto Costa no qual em parceria com a Universidade da Flórida é estudada a origem das tartarugas marinhas que aparecem na costa norte americana. 
Ela faz parte do grupo de especialistas em tartarugas martinhas criado pela União Internacional para a Conservação da Natureza. 
É também editora da revista Arquipélago, dedicada às ciências marinhas, publicada pela Universidade dos Açores. 
É autora de vários artigos cientificos sobre tartarugas. 

## Prémios e Reconhecimento
O Ministério da Ciência, Tecnologia e Ensino Superior em 2018, distinguiu-a com a Medalha de Mérito Científico. 
Em 2016 foi uma das cientistas portuguesas homenageadas pelo Ciência Viva no livro Mulheres na Ciência. 